# Dichaetomyia convergens
Dichaetomyia convergens är en tvåvingeart som först beskrevs av Fritz Isidore van Emden 1942.  Dichaetomyia convergens ingår i släktet Dichaetomyia och familjen husflugor.
Artens utbredningsområde är Uganda. Inga underarter finns listade i Catalogue of Life.